# Albarracinia zapaterii
Albarracinia zapaterii is een rechtvleugelig insect uit de familie sabelsprinkhanen (Tettigoniidae). De wetenschappelijke naam van deze soort is voor het eerst geldig gepubliceerd in 1877 door Bolívar.